# Bangka (regentschap)
Bangka (Banka) is een regentschap (Indonesisch: kabupaten) in het noorden van het gelijknamige eiland Bangka, in de Indonesische provincie Bangka-Belitung (Banka-Billiton).

## Onderdistricten
Barat is opgedeeld in acht onderdistricten (kecamatan):
1. Mendo Barat
2. Merawang
3. Puding Besar
4. Sungai Liat
5. Pemali
6. Bakam
7. Belinyu
8. Riau Silip

Stadsgemeenten: Pangkal Pinang

Regentschappen: Bangka · Belitung · Centraal-Bangka · Oost-Belitung · Zuid-Bangka · West-Bangka